# Passalora
Passalora è un genere di funghi ascomiceti.
Il genere è diviso nelle sezioni morfologiche Mycovellosiella, Passalora, Phaeoramularia e Pseudophaeoisariopsis.

## Specie principali
- Passalora bacilligera (specie tipo)
- Passalora fulva